# Pierre Schori
Pour les articles homonymes, voir Schori.
Pierre Schori, né le 14 octobre 1938 à Norrköping, est un homme politique suédois connu pour son implication pour les actions de paix dans le monde.

## Biographie
Du 1er avril 2005 à octobre 2007, il est le représentant spécial du secrétaire général et chef de l’Opération des Nations unies en Côte d'Ivoire (ONUCI).
Pierre Schori a le rang de secrétaire général adjoint. Il a succédé à Alan Doss et Albert Tévoédjrè. Il est remplacé par le coréen Choi Young-Jin